# 4.ª Brigada Mixta (Ejército Popular de la República)
La 4.ª Brigada Mixta fue una unidad del Ejército Popular de la República que participó en la Guerra Civil Española.

## Historial
La brigada fue creada en noviembre de 1936 en Albacete, formada a partir de fuerzas militares que procedían de la región levantina. La nueva unidad quedó bajo el mando de Arturo Arellano Fontán.
El plan republicano preveía que el 5 de noviembre la brigada partiera hacia Villacañas, y posteriormente a Las Rozas de Madrid, pero finalmente se decidió que la 5.ª BM cubriera el sector San Fernando de Henares-Mejorada del Campo-Rivas, integrada en la 6.ª División. Durante la defensa de Madrid, el 17 de noviembre una compañía del 1.er Batallón detuvo un avance de las fuerzas sublevadas en el Parque del Oeste, mientras que el grueso de la brigada sostuvo fuertes combates en la Ciudad Universitaria. La lucha fue tan intensa que el comandante Arellano murió durante el curso de las mismas, siendo sustituido de forma accidental por el teniente coronel de Infantería Carlos Romero Jiménez.
La brigada no llegó a intervenir en la batalla del Jarama, ni tampoco lo hizo en la de Batalla de Brunete, donde se mantuvo en la reserva e integrada en la 4.ª División. De hecho, durante el resto de la contienda no volvería a intervenir en ninguna operación militar de importancia, estando destinada en frentes tranquilos. En diciembre de 1937 hubo un cambio en el mando de la unidad y la 4.ª BM pasó a quedar integrada en la 7.ª División del II Cuerpo del Ejército.
El 31 de julio de 1938 quedó adscrita a la 37.ª División del VII Cuerpo del Ejército en el frente de Extremadura. Se trasladó hasta Cabeza del Buey, desde donde intervino en los contraataques republicanos tras el cierre de la bolsa de Mérida. En febrero de 1939 cubría el frente de Casas de las Vargas de San Pedro.

## Mandos
Comandantes
- Comandante de infantería Arturo Arellano Fontán;
- Teniente coronel de infantería Carlos Romero Jiménez;
- Capitán de infantería Antonio Lázaro Fortea;
- Mayor de milicias Víctor de Frutos Boudevin;
- Comandante de Infantería Alipio Díez Calleja;
- Mayor de milicias Eugenio Franquelo Ramírez;[5]
- Mayor de milicias Vicente Alcalde Butier;

Comisarios
- Isidoro Hernández Tortosa, del PCE;[4]
- Antonio Solá Cuenca, del PSOE;[6]
- Carlos Barrientos Martínez;